# Agrippina Musin-Pusjkin
Agrippina M. Musin-Pusjkin, född 1740, död mellan 1782 och 1786, var en rysk skådespelare. Hon tillhörde den första gruppen ryska skådespelare i den ryska teaterns historia. 
Hon var elev till Ivan Afanasevicha Dmitrevsky, som hon också gifte sig med 1758. Hon framträdde vid de kejserliga teatrarna i Sankt Petersburg från dess start år 1756 fram till 1769 och var tillsammans med sina systrar Maria och Olga Ananyina Rysslands första professionella skådespelerska. Hon spelade roller som pigor i komedier och drottningar i tragedier, men var också sångerska. 